# Knížecí pivovar Plasy

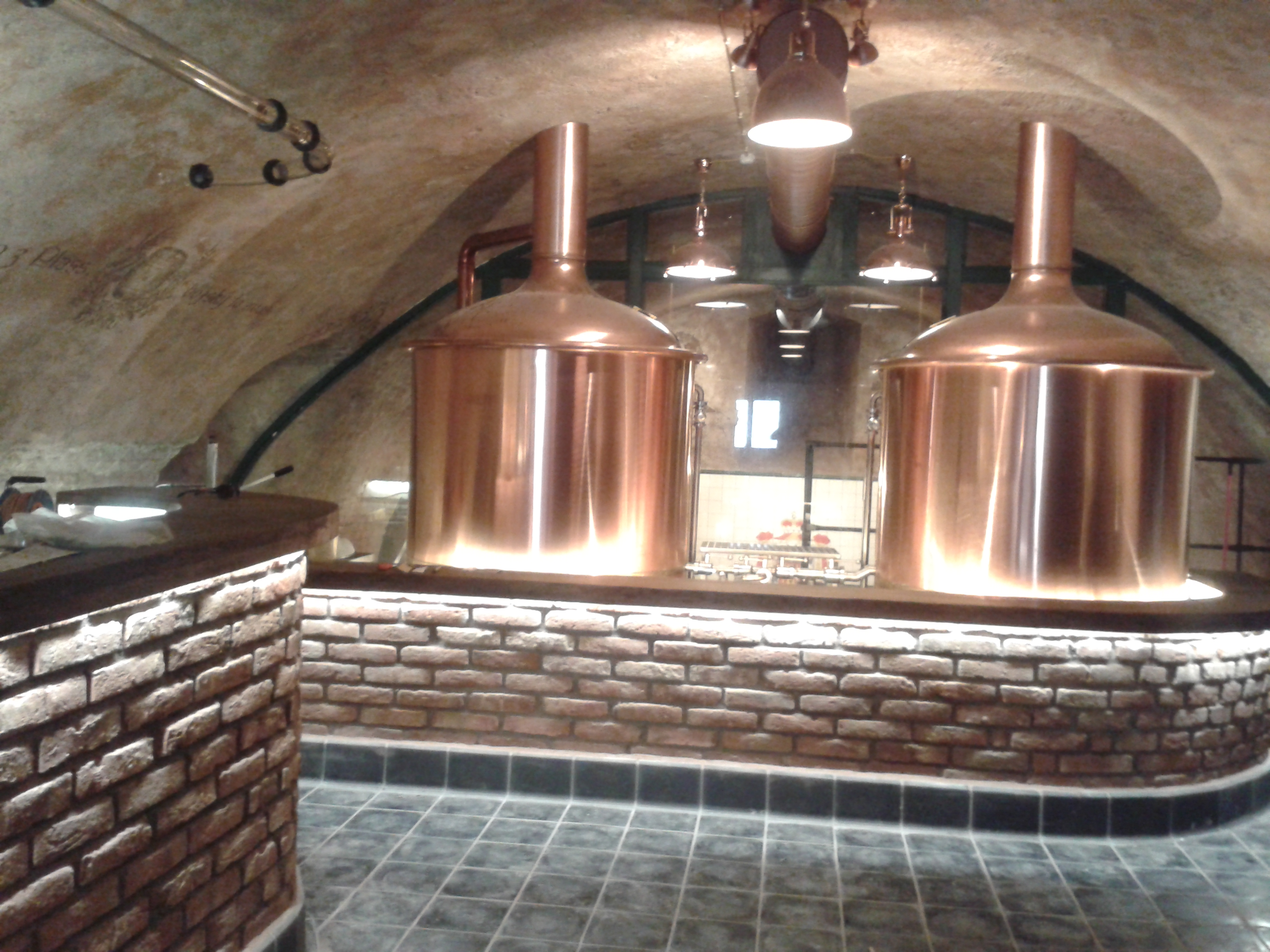
Varna minipivovaru

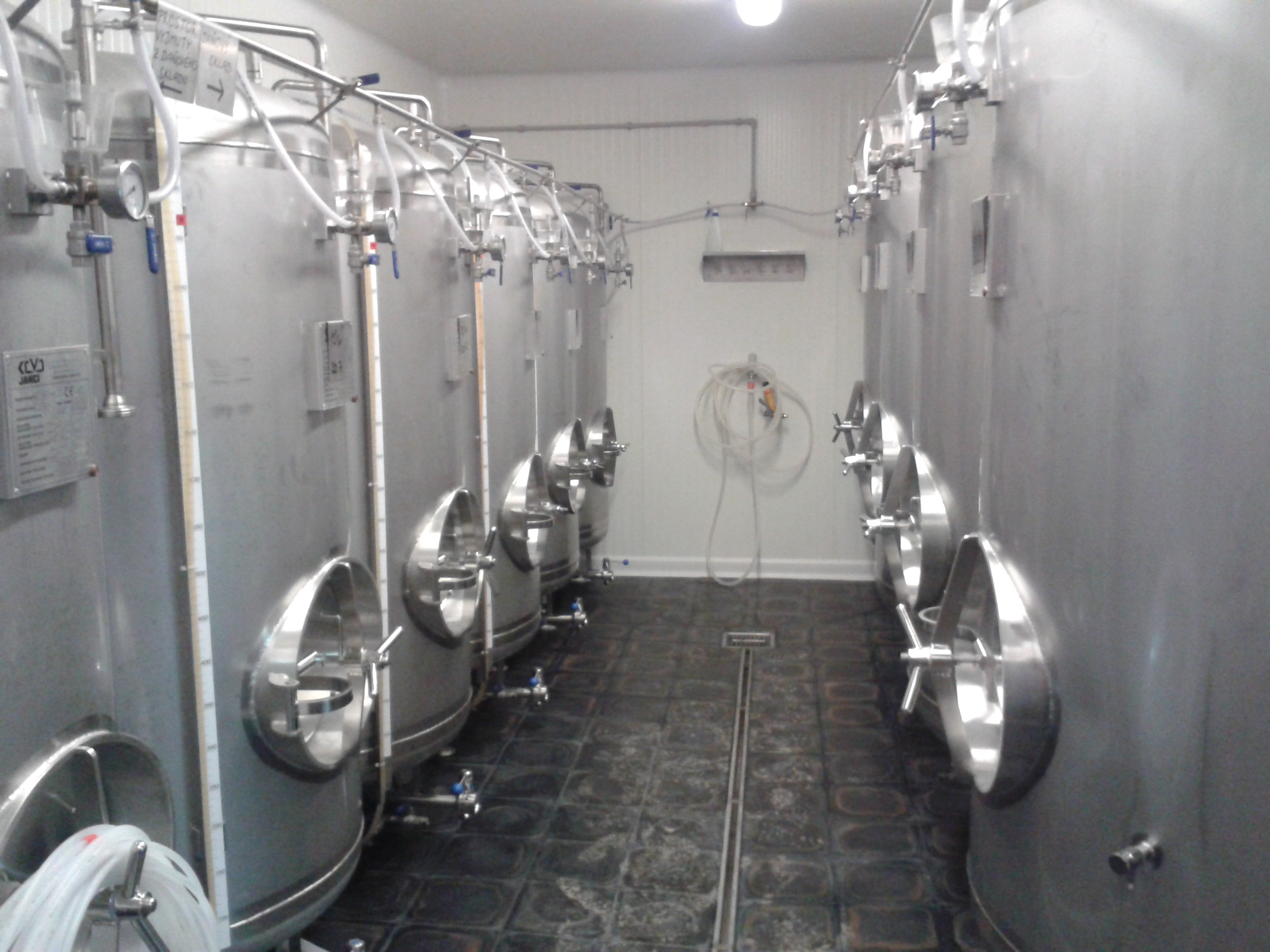
Ležácký sklep

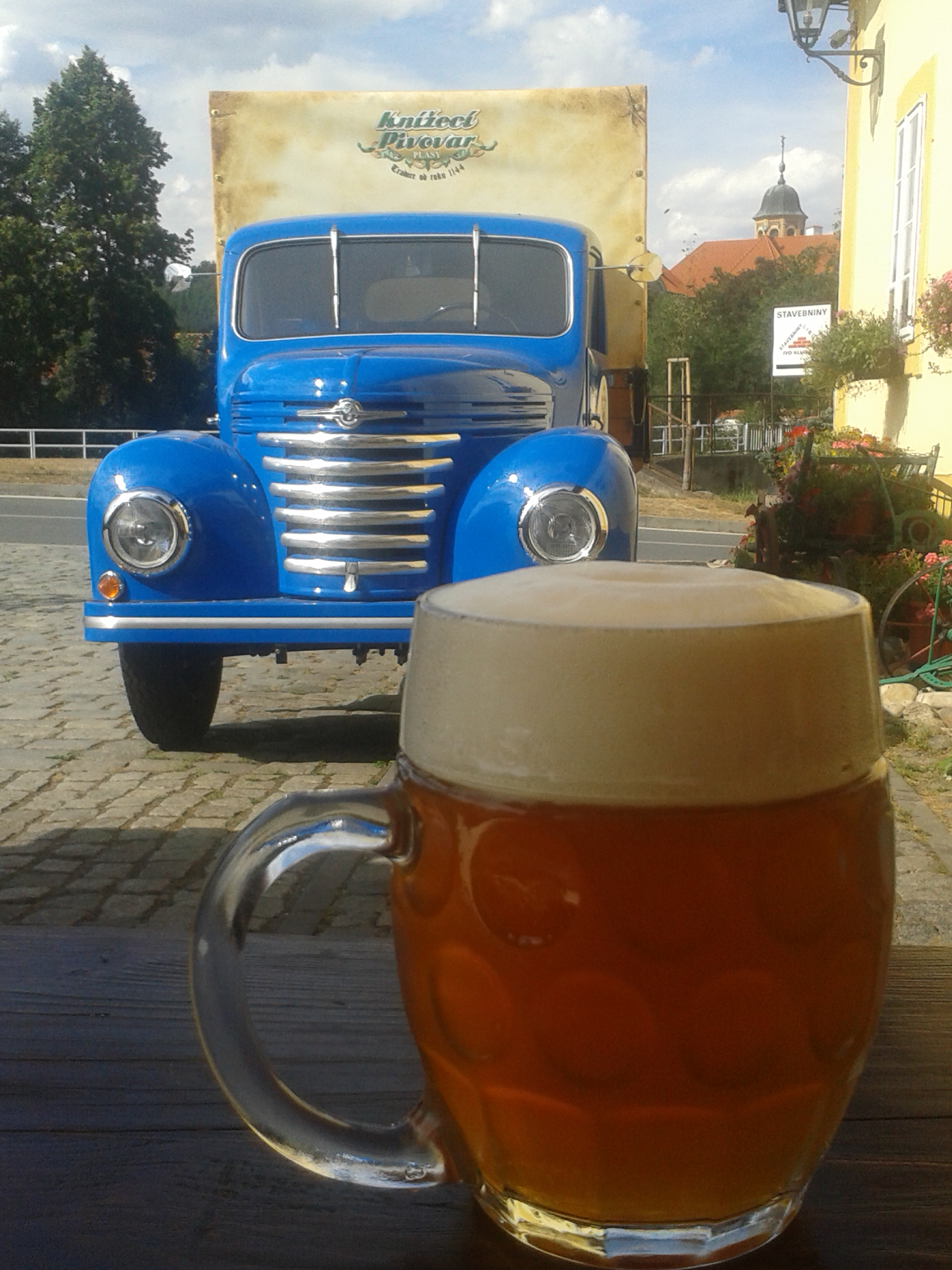
Pivo Metternich a historický pivovarský automobil

Knížecí pivovar Plasy je minipivovar nacházející se v části prostorů bývalého pivovaru v areálu kláštera v Plasích. Byl znovuotevřen v roce 2015, čímž tak navázal na několika set let starou pivovarnickou a sladovnickou tradici na severním Plzeňsku. První historicky doložené zmínky o místním pivovaru jsou již z roku 1550. Předpokládá se ale, že zde pivo vařili mniši už v roce 1144 a to nedlouho po založení cisterciáckého kláštera.

## Historie
Přesné datum založení pivovaru v Plasích není znám. Jeho historie je však spjata s historií zdejšího cisterciáckého kláštera, který byl založen roku 1144. První písemná zmínka je z roku 1599, kdy si tehdejší opat Adam Wild stěžuje, že „lidé moji žádných piv neberou“. V roce 1744 se převor plaského kláštera Benedikt Scheppl zmiňuje ve svém díle Lapis sepulchralis v části De abbatibus monasterii Plassensis i mimo jiné o pivovaru, sladovně, mlýnu a drtírně krup na dolní hranici kláštera. 9. listopadu 1785 klášter zrušen a tak pivovar spolu s ním přechází pod správu Náboženského fondu. V roce 1826 kupuje pivovar i s celým plaským panstvím Klemens Wenzel Nepomuk Lothar kníže z Metternich-Winneburgu za 1.100.050 zlatých. Kapacita pivovaru však již nepostačovala poptávce a tak byl na základě projektu stavitele Nováka z Prahy postaven v zadní části konventu nový moderní pivovar, který byl 10. ledna 1870 vysvěcen a následně již 12. ledna 1870 se vařila první várka. V roce 1890 byly zřízeny ležácké sklepy pod konventem a u kostela. 27. srpna 1894 v přibližně 15:30 hodin vznikl od požahování sudů požár, který byl zdoláván celý následující týden a za oběť mu padly střechy a krovy konventu. Avšak v již následujícím roce byly provedeny nezbytné opravy. V roce 1898 byla provedena rozsáhlá přestavba budov včetně kompletní výměny vnitřního vybavení, v roce 1900 pak byla dobudována nová sladovna. V 30. letech 20. století vyrábí pivovar 10° výčepní pivo, 12° světlý ležák a 14° exportní pivo Republikán. V roce 1946 Zámecký pivovar Plasy, firma Metternich-Winneburg, přechází pod národní správu a následně v roce 1949 pod Západočeské pivovary, n.p. V roce 1966 byl poslední výstav piva a následujícího roku ukončila činnost i sladovna. Pivovar tak byl k 31. prosinci 1967 zrušen. Následně využívalo po přestavbě prostory spotřební družstvo Jednota v Plasích jako sodovkárnu, sklady a kanceláře. Krátkou dobu se zde stáčelo i pivo Gambrinus dovážené z Plzně cisternami.
Novodobá historie vaření piva v Plasích začíná v roce 2008 kdy objekt bývalého pivovaru přechází pod Národní technické muzeum a vzniká projekt památkové obnovy objektů s následným využitím historických objektů. Tím se otevřela možnost vrátit do části prostorů bývalého pivovaru opět výrobu piva. V roce 2012 vzniká společnost Knížecí pivovar Plasy s.r.o., jejíž snahou je i přes nemalé úřední komplikace rozběhnout v zrekonstruovaných historických prostorách původní spilky a ležáckého sklepa výrobu. V červenci roku 2015 je uvařena 1. várka a 15. srpna 2015 otevřen pivovar veřejnosti včetně stylového šenku s restaurací.

### Přehled některých známých sládků pivovaru
- Kolem roku 1611 první známý sládek Belvl.
- 1784–1799 Josef Böhm
- Do roku 1864 Jan Pukl
- Od roku 1864 Karel Anzenbacher
- Kolem roku 1900 Jan Pukl
- 1907–1929 Josef Anzenbacher
- Od roku 1930 Josef Procházka
- Od roku 1946 Bohuš Říšský

### Přehled historicky známých ročních výstavů piva
- 1710 – 1370 čtyřvěderních[p 2] sudů piva
- 1711 – 1707 čtyřvěderních[p 2] sudů piva
- 1712 – 1415 čtyřvěderních[p 2] sudů piva
- 1852 – 2178 sudů
- 1853 – 1935 sudů[p 3][p 4]
- 1885 – přes 8000 hl
- 1922 – 15182 hl
- 1925 – 23889 hl
- 1929 – 32409 hl
- 1930 – 28391 hl
- 1931 – 32409 hl
- 1933 – cca 30000 hl
- 1936 – 21047 hl
- 1941 – 23216 hl
- 1946 – 16238 hl
- 1947 – 18568 hl
- 1948 – 16890 hl
- 2015 – 2000 hl[p 5]

### Přehled historických názvů pivovaru
- Do roku 1900 "Knížecí Metternichovský pivovar"
- Do roku 1909 "Pavla knížete z Metternich-Winneburgu zámecký pivovar v Plasech", lahve s nápisem "ZÁMECKÝ PIVOVAR PLASY"
- Do roku 1918 "Klementa knížete z Metternich-Winneburgu zámecký pivovar v Plasech, lahve s nápisem "KNÍŽECÍ ZÁMECKÝ PIVOVAR V PLASECH"
- Do roku 1939 "Metternich-Winneburský zápecký pivovar v Plasech, lahve, tácky a etikety na lahve s nápisem "ZÁMECKÝ PIVOVAR PLASY"
- Do roku 1945 "Knížete Metternich-Winneburga zámecký pivovar, vydány tácky a etikety na lahve
- Do roku 1949 "Metternich-Winneburrgský zámecký pivovar, národní správa"
- Do roku 1951 "Státní pivovar Plasy", vydány etikety na lahve
- Do roku 1967 "Západočeské pivovary, n.p, pivovar Plasy", vydány etikety na lahve
- Od roku 2012 "Knížecí pivovar Plasy"

## Technologie
Pro výrobu piva je použito technologické vybavení firmy Joe's Garage Brewery JGB 1000 s dvounádobovou varní soupravou, vířivou kádí, třemi kvasnými káděmi, ležáckými tanky a související podpůrnou technologií (teplá a chlazená voda, vzduch, apod.). Plnění piva je prováděno do PET lahví a KEG sudů.

## Současná produkce
- Vašnosta 10° - Spodně kvašené světlé výčepní pivo plzeňského stylu.[1]
- Vidlák 11° - Svrchně kvašený pšeničný ležák.
- Metternich 12° - Spodně kvašený světlý ležák plzeňského stylu.[1]
- Felčar 13° - Polotmavý speciál.[1]
- Nachmelenec 11° - Ale - svrchně kvašené pivo anglického typu.[1]
- Vánoční Bock 17° - Svrchně kvašený polotmavý speciál.
- Barley wine 17° - Svrchně kvašený polotmavý speciál stylu barley wine s příchutí irské whiskey, dokvašovaný v dubových sudech po francouzském víně odrůdy Chardonnay.

Ukázka produkce Knížecího pivovaru Plasy
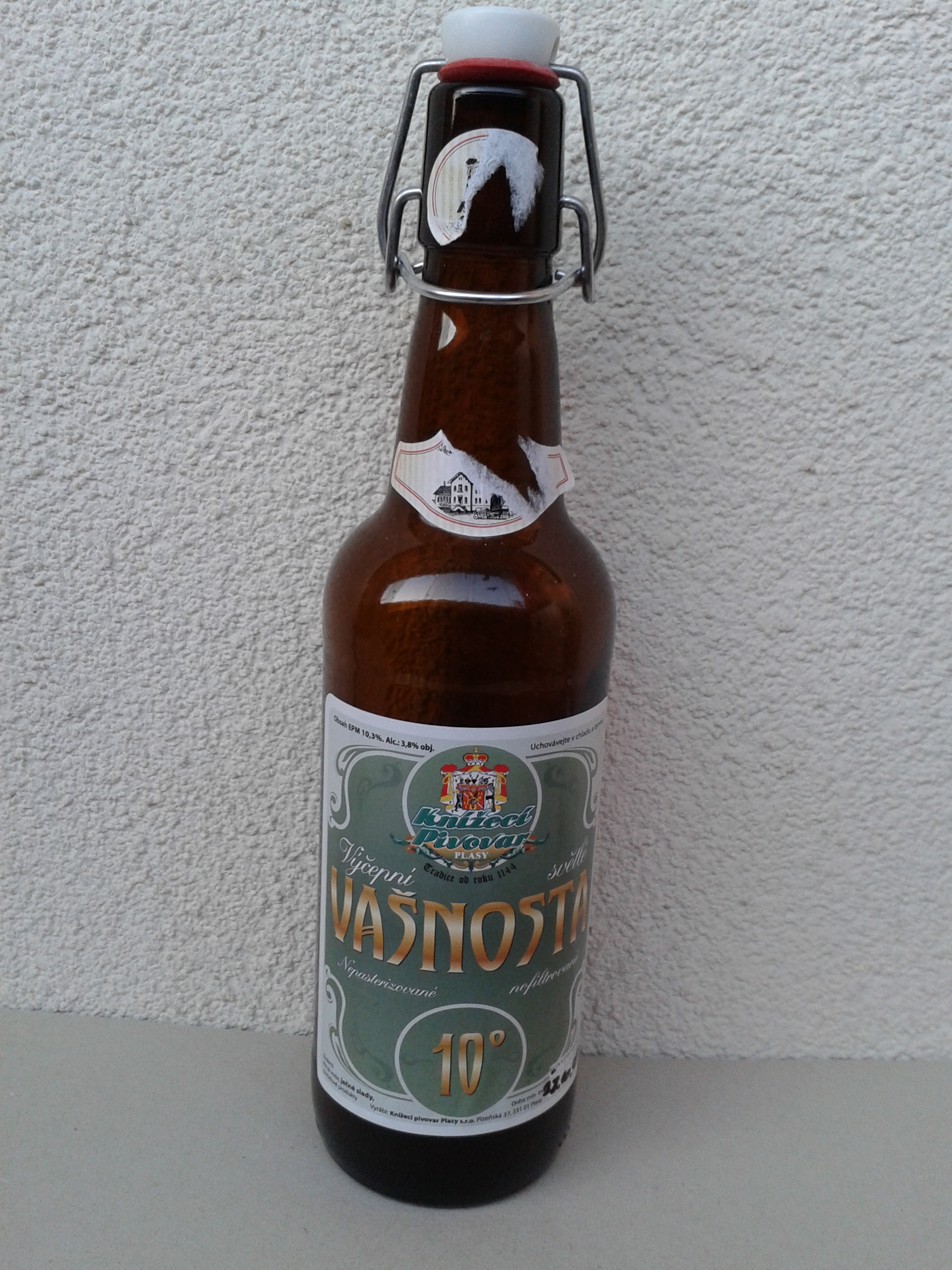
Vašnosta 10°
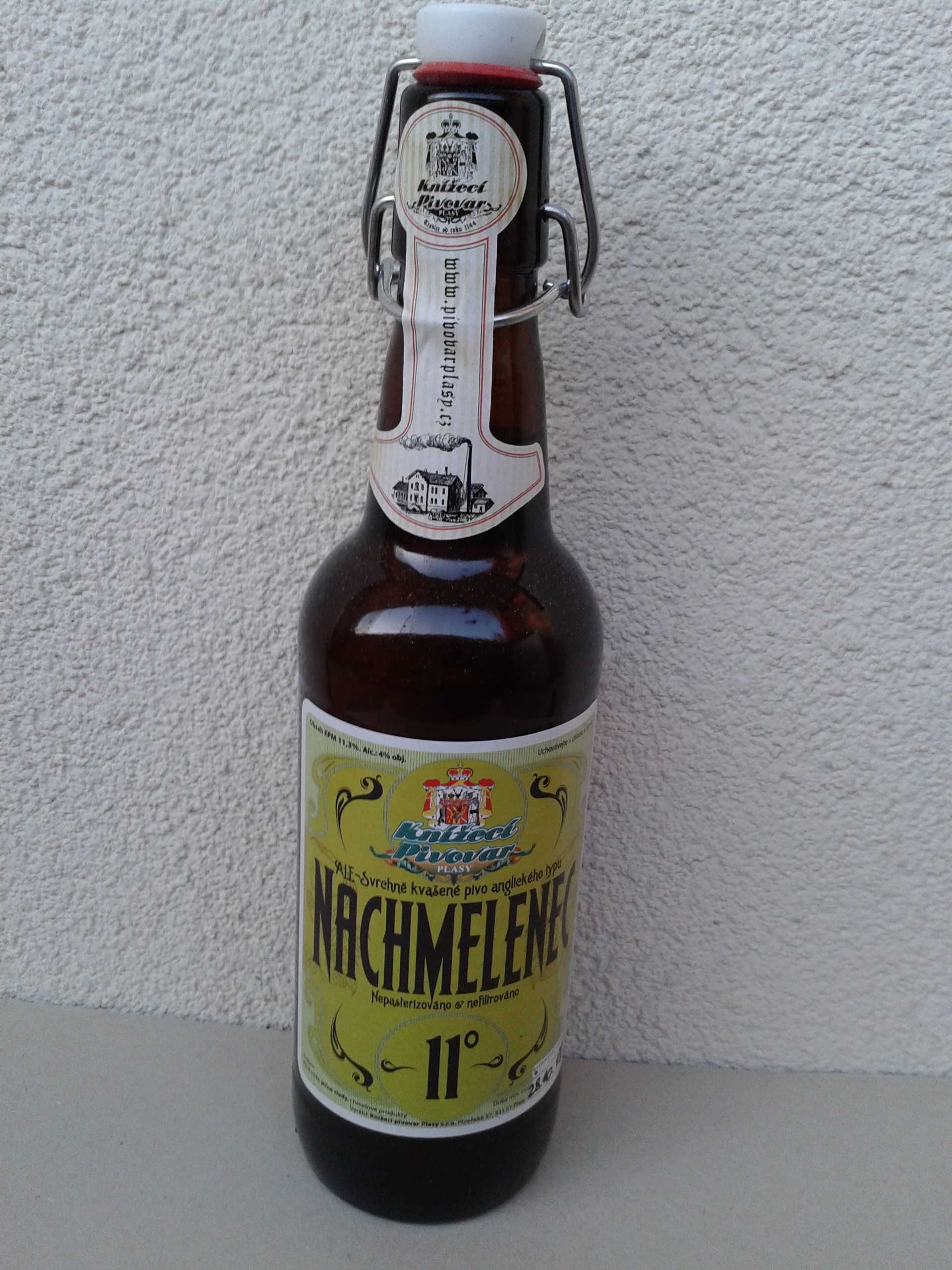
Nachmelenec 11°
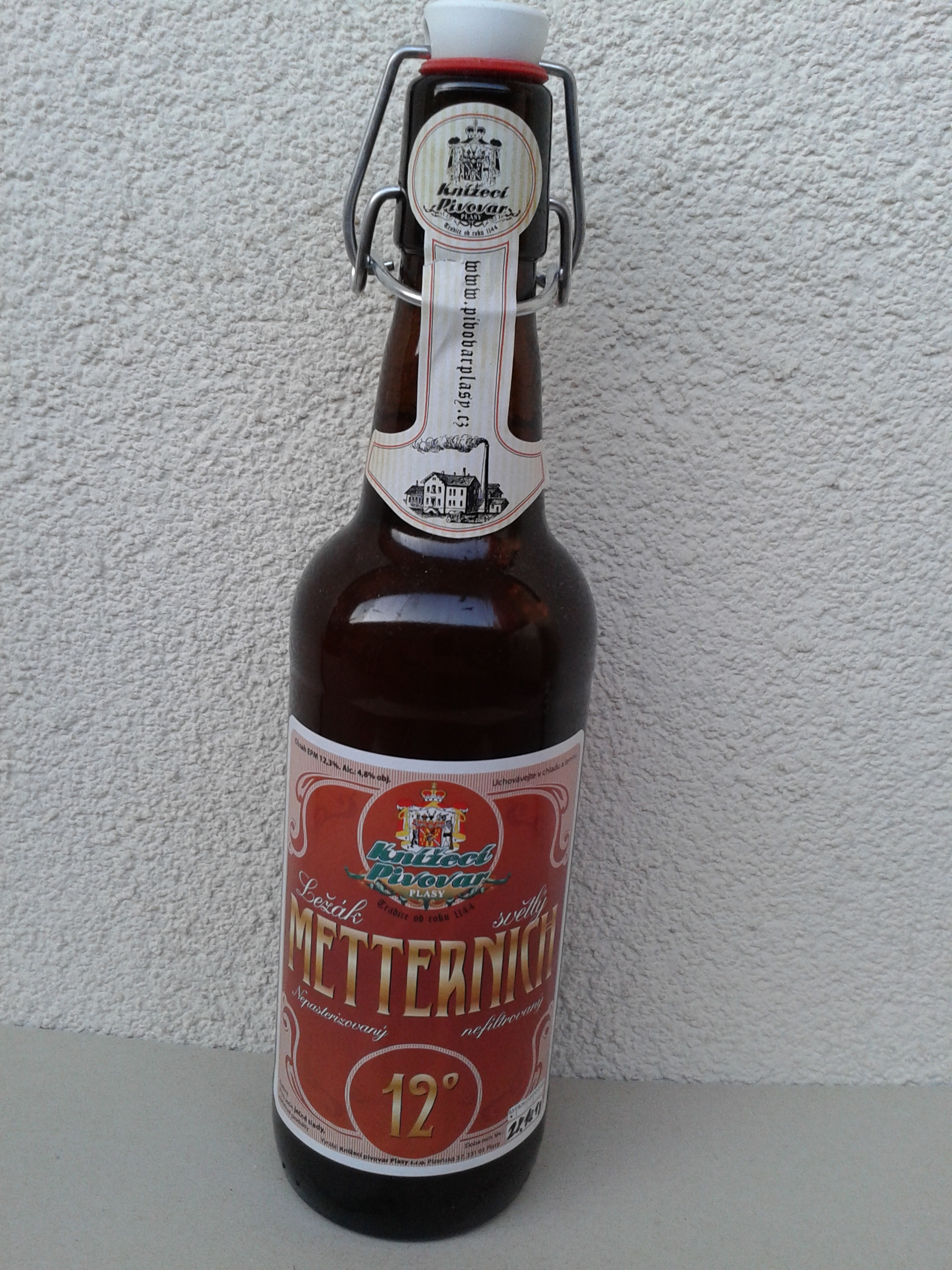
Metternich 12°
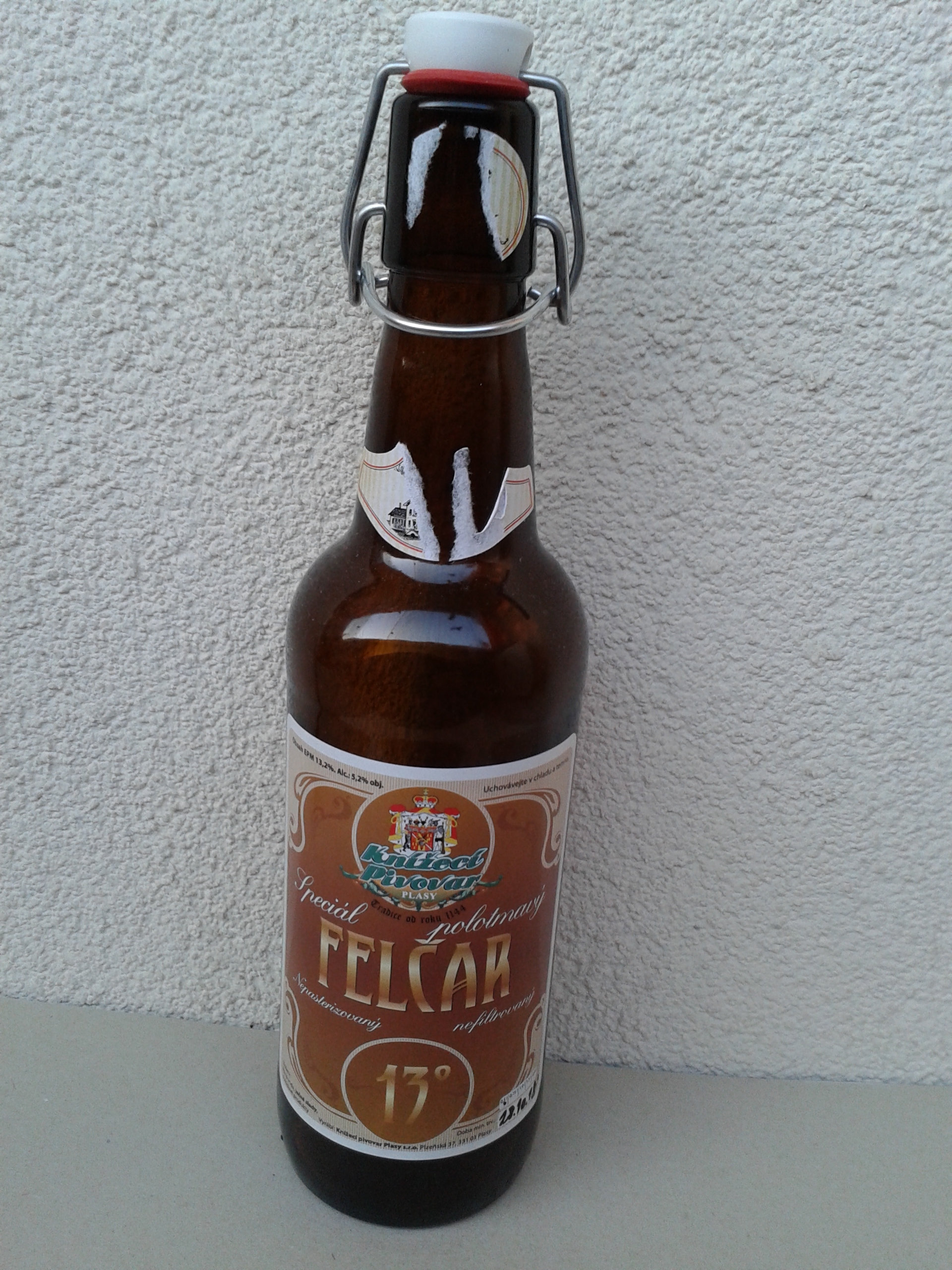
Felčar 13°